# Análisis de Pareto

Un análisis de Pareto sobre qué posible causa del sobrecalentamiento de un motor debería comprobarse primero.

El análisis de Pareto es una técnica formal útil cuando son posibles muchas acciones ante un determinado problema. En esencia, quien trata de solucionar el problema estima el beneficio que produciría cada acción y luego selecciona varias de las acciones más eficaces que proporcionan un beneficio total razonablemente cercano al máximo posible.
El análisis de Pareto es una forma creativa de ver las causas de los problemas, porque ayuda a estimular el pensamiento y organizar las ideas. Sin embargo, puede estar limitado por la exclusión de posibles problemas importantes que pueden ser pequeños inicialmente, pero que crecerán con el tiempo. Debe combinarse con otras herramientas analíticas, como el análisis de modos y efectos de fallas y el análisis de árboles de fallas, por ejemplo.[cita requerida]
El análisis de Pareto ayuda a identificar los pasos principales que deben darse para resolver la mayoría de los problemas. Una vez que se identifican estos pasos, se pueden utilizar herramientas como el diagrama de Ishikawa (también llamado "análisis de espina de pescado") para hallar las causas raíz de esos problemas. Si bien es común referirse al principio de Pareto como la regla "80/20", (el 20 % de las causas determina el 80 % de los efectos), esta proporción es una estimación general, no una ley inmutable de la naturaleza.
La aplicación del análisis de Pareto en la gestión de riesgos permite centrarse en los riesgos de mayor impacto potencial.

## Pasos para identificar las causas importantes usando la regla 80/20
1. Forme una frecuencia de ocurrencias como un porcentaje
2. Organice las filas en orden decreciente de importancia de las causas (es decir, la causa más importante primero)
3. Agregue una columna de porcentaje acumulativo a la tabla, luego grafique la información
4. Trace (n° 1) una curva con las causas en el eje x y el porcentaje acumulativo en el eje y
5. Trace (n° 2) un gráfico de barras con las causas en x y el porcentaje de frecuencia en el eje y
6. Trace una línea de puntos horizontal al 80 % del eje y para intersectar la curva. Luego trace una línea de puntos vertical desde el punto de intersección hasta el eje x. La línea de puntos vertical separa las causas importantes (a la izquierda) de las causas triviales (a la derecha)
7. Revise explícitamente el cuadro para asegurarse de que se muestran las causas de al menos el 80 % de los problemas.